# Kaknästornet
Kaknästornet är ett torn på Gärdet i Stockholm och centrum i radio- och TV-nätet för Teracom Groups radio- och TV-trafik i Sverige. Namnet kommer från Kaknäs, en av fyra kungsgårdar som låg här. Tornet har en höjd av 155 meter (170 meter inklusive masten) och 34 våningar.
Kaknästornet är Stockholms läns högsta byggnad och hade innan det stängdes för allmänheten tusentals besökare varje år. På 134 meter låg Stockholms, och länets, högst belägna restaurang och kafé. Beslutet att tornet permanent stängs för allmänheten aviserades på juldagen 2018, efter att tornet varit stängt flera månader på grund av reparationsarbeten. Den huvudsakliga anledningen till att tornet stängts för allmänheten på obestämd tid är ett förhöjt säkerhetspolitiskt hot mot Sverige.
Kaknästornet är beläget inom Kungliga nationalstadsparken.

## Namnet
Kaknästornet har sitt namn efter den medeltida byn Kaknäs som låg i den nuvarande stadsdelen Ladugårdsgärdet i Stockholm. Byn omfattade den sydöstra delen av Ladugårdsgärdet. Kaknäs gård är känd sedan 1435. Den gängse förklaringen till namnet "Kaknäs" (Kakunas) är en kombination av "kaka", god skörd, och "näs", smal landtunga över ett sund. Kaknäs var även namnet på en udde i Lilla Värtan. Platsen var bebodd redan på forntiden, vilket ett gravfält cirka 360 meter öster om Kaknästornet kan vittna om.

## Byggnaden
Kaknästornet började uppföras 1963 som länktorn för radio- och TV-sändningar och uppfördes av Yngve Kullenberg Byggnads AB. Tornet invigdes 12 maj 1967 av dåvarande kommunikationsminister Olof Palme samt borgarrådet Hjalmar Mehr. Tornet ritades av arkitekterna Hans Borgström och Bengt Lindroos, samt konstruerades av Sven-Olof Asplund. Väggarna i bottenvåningens butik är utsmyckade med verket "Spelrum Futurum" i emaljerad koppar, av konstnären Walter Bengtsson.

### Kaknästornets tornskaft göts i mitten av 1960-talet
Kaknästornets plansnitt är en kvadrat som möter kvadratiska plattformarna för antenner och restaurang- och utsiktsdelen, vilka är vridna i en 45 graders vinkel mot tornkroppen. Tornet är gjutet i glidformsteknik (där betongformen följer uppåt med tornets växande höjd) och gjutningen utfördes med hög precision. Gjuthastigheten var 4 meter/dygn. Hela byggnaden restes på 35 dygn. 

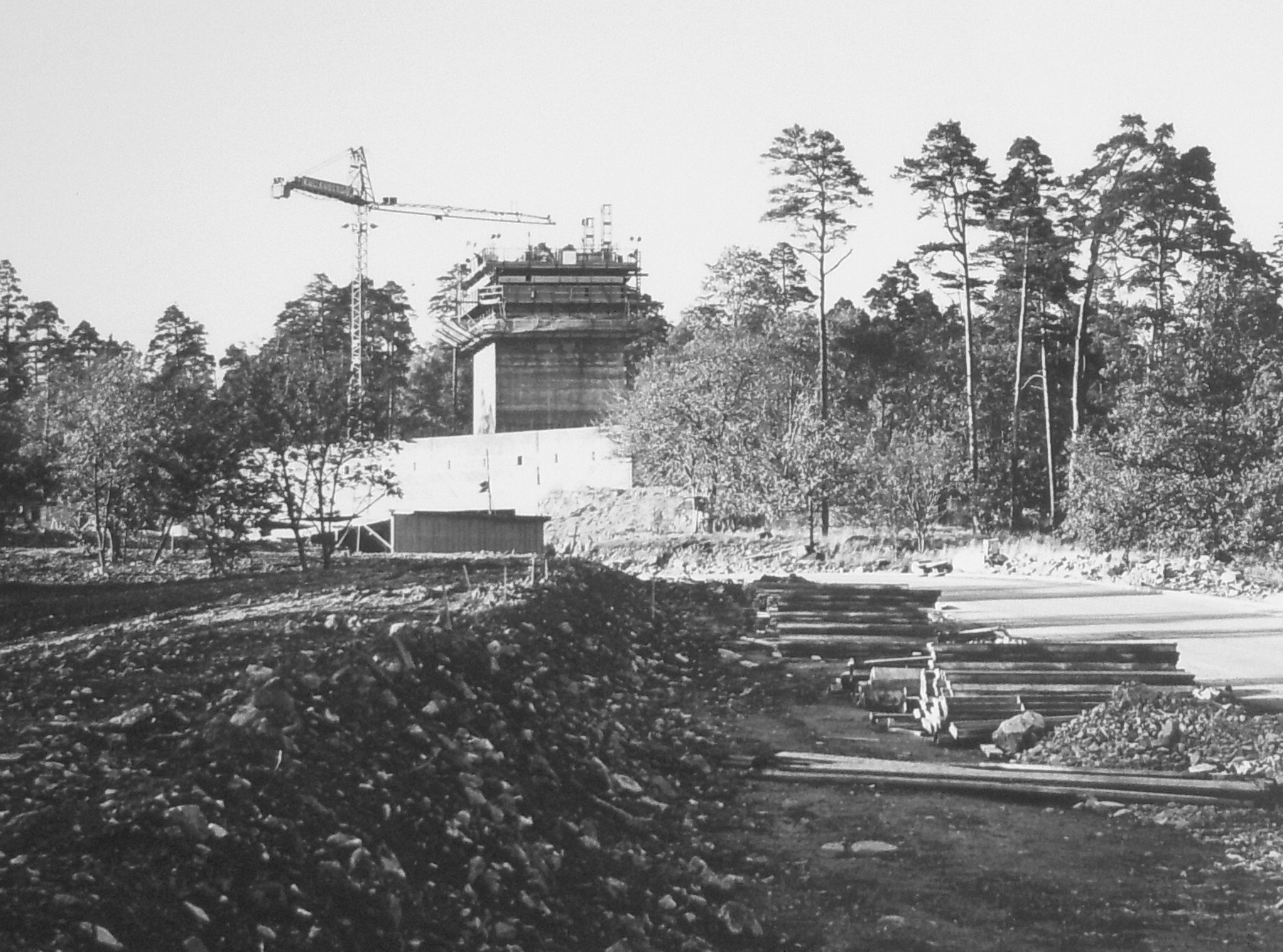
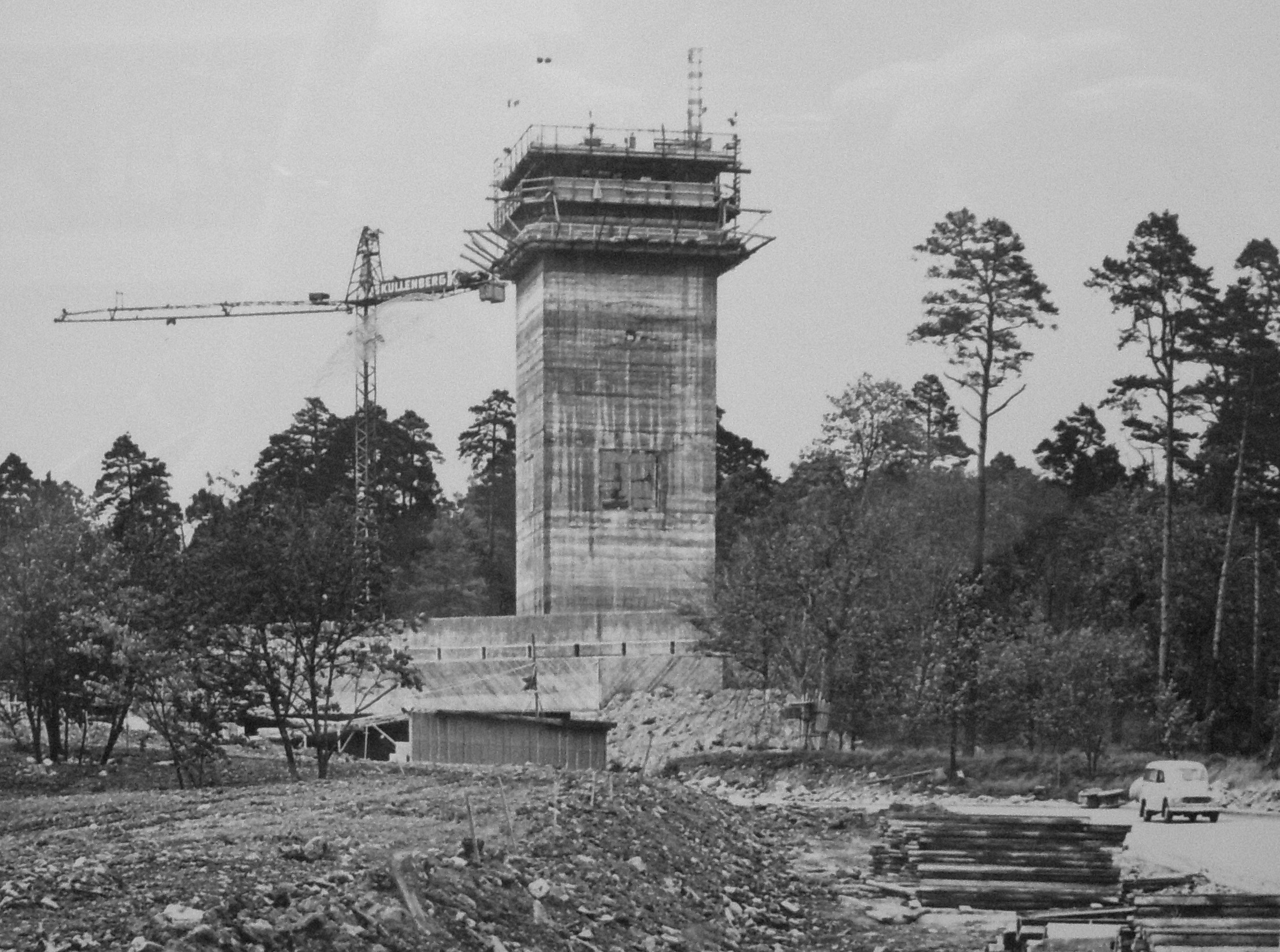
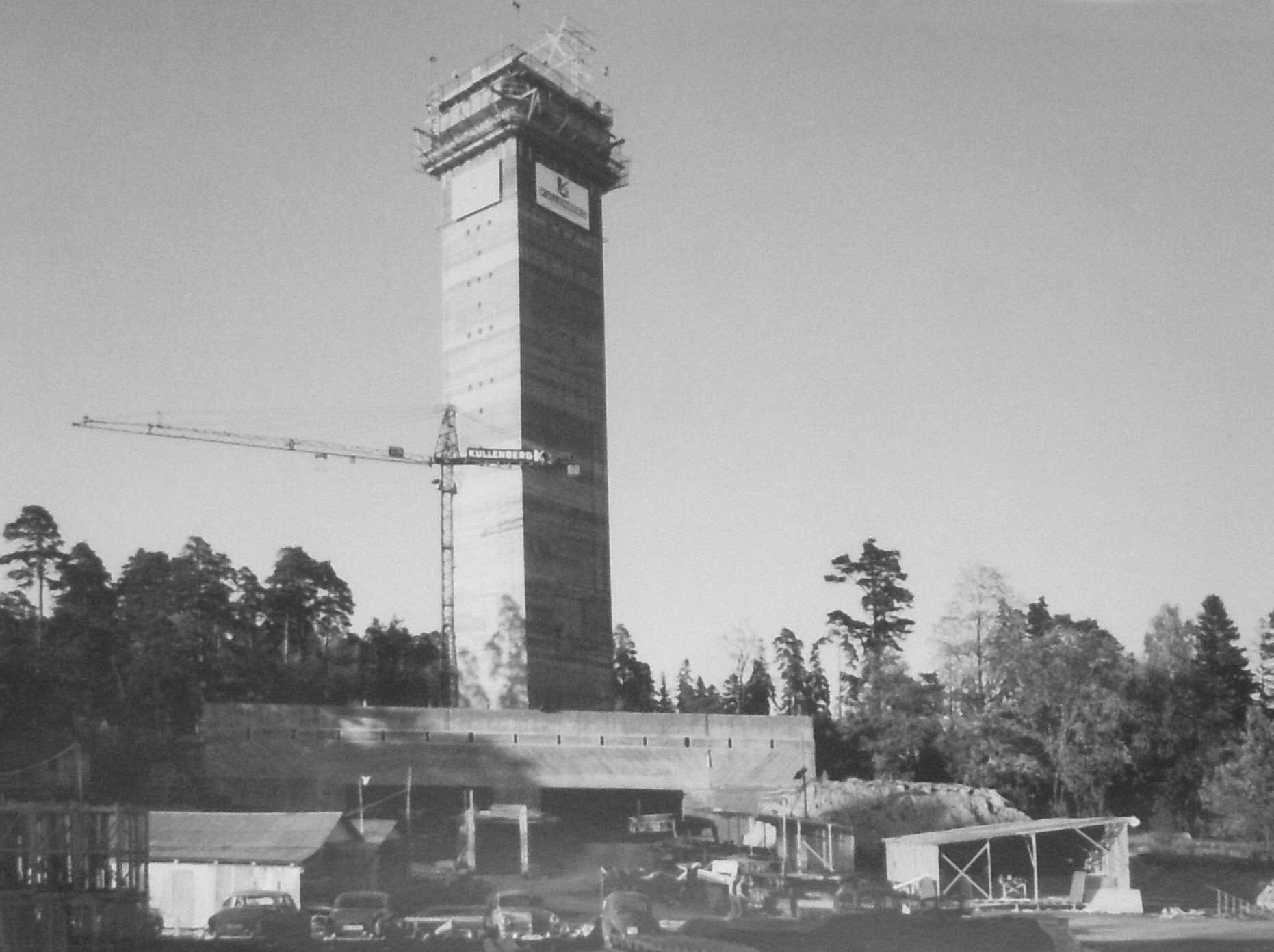
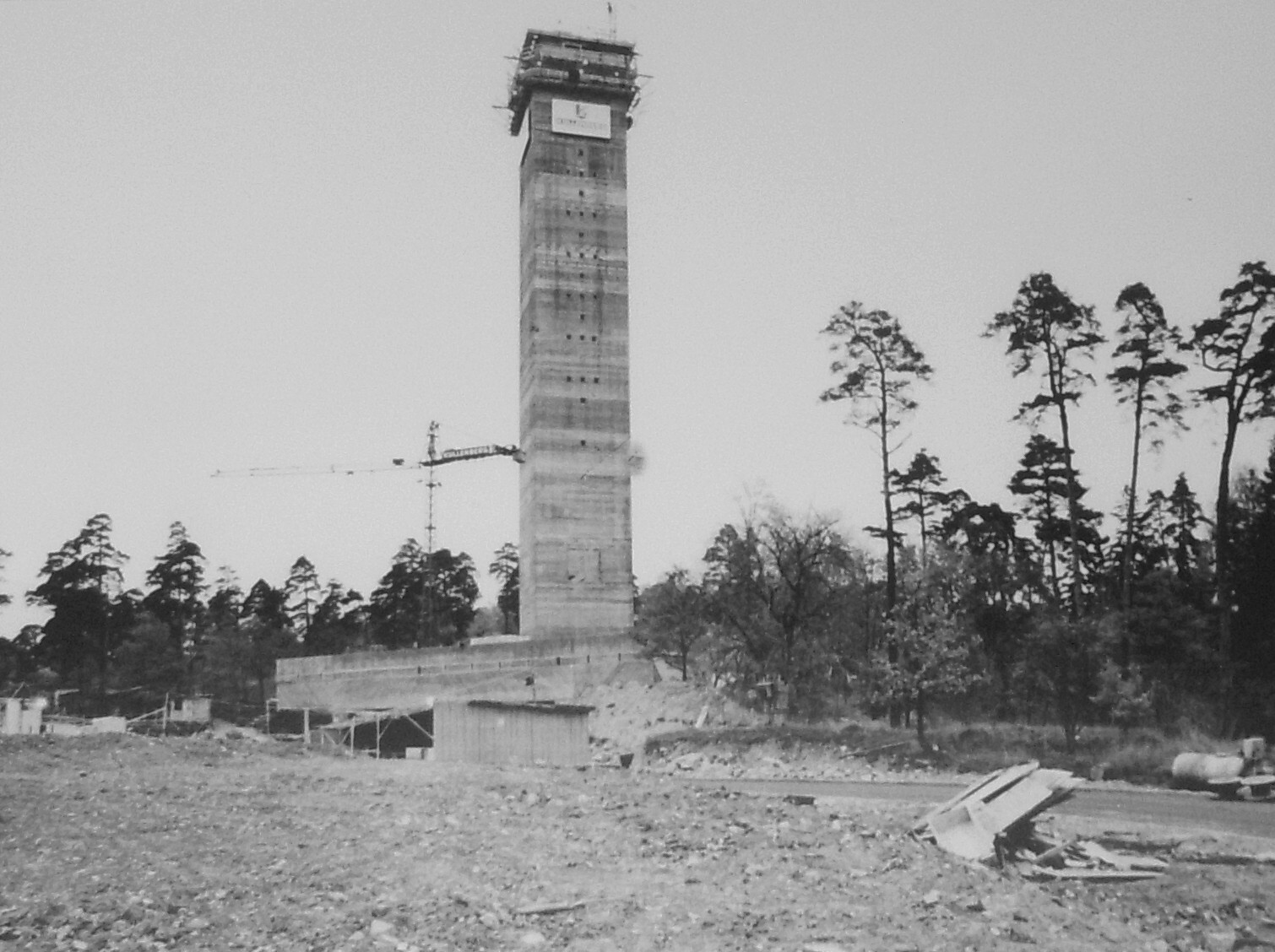

### Relieferna
I betongytan finns band med svaga reliefmönster inarbetade, som dock inte syns från längre avstånd. Reliefmönstren var betydligt djupare före den senaste renoveringen då de delvis fylldes igen. Relieferna föreställer olika typer av videotest-signaler som användes i analog television.

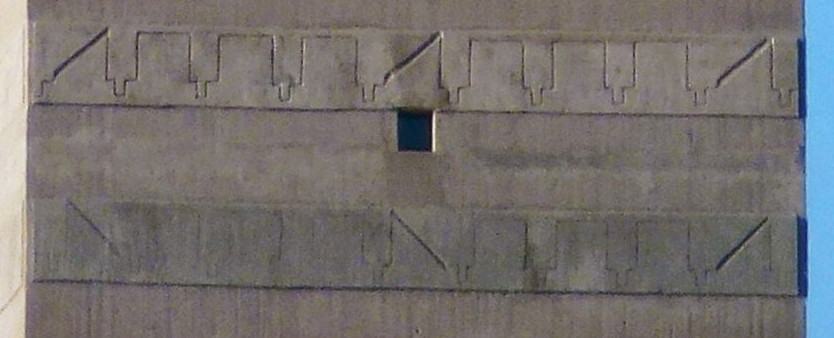
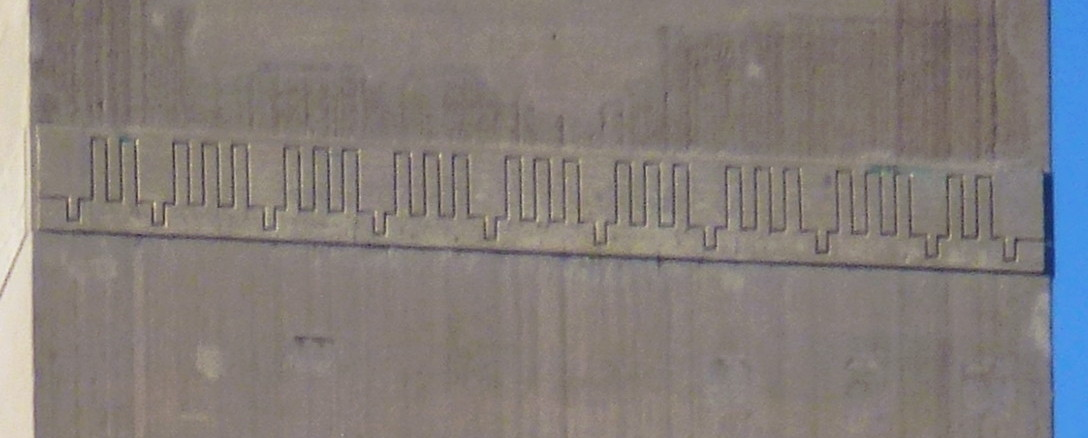

### Exteriör
Restaurangens fönsterytor är belagda med en tunn guldhinna, för solavskärmningens skull. Vid tornets bas finns en övervakningscentral som byggdes 1991 för Televerket. På taket till den 34:e våningen står en fackverksmast på vilken man satt olika radiolänkantenner avsedda för Teracoms kunders datatrafik. Dessutom finns en länkantenn för rundradio och TV-data direkt till Nackamasten i Nacka, vilken i sin tur sänder TV och rundradio över Stockholmsområdet.

Under hösten 2013 installerade Teracom Group ett LED-belysningssystem som gör det möjligt att belysa tornets fasad i olika färger. Systemet hade premiär på julafton 2013 kl 15.00, samma tid som "Kalle Anka och hans vänner önskar God Jul" startade i SVT1, då man belyste hela tornet i julrött. Med anledning av Terrordåden i Paris i november 2015 belystes tornet några dagar i november 2015 i Frankrikes färger (blått, vitt och rött).

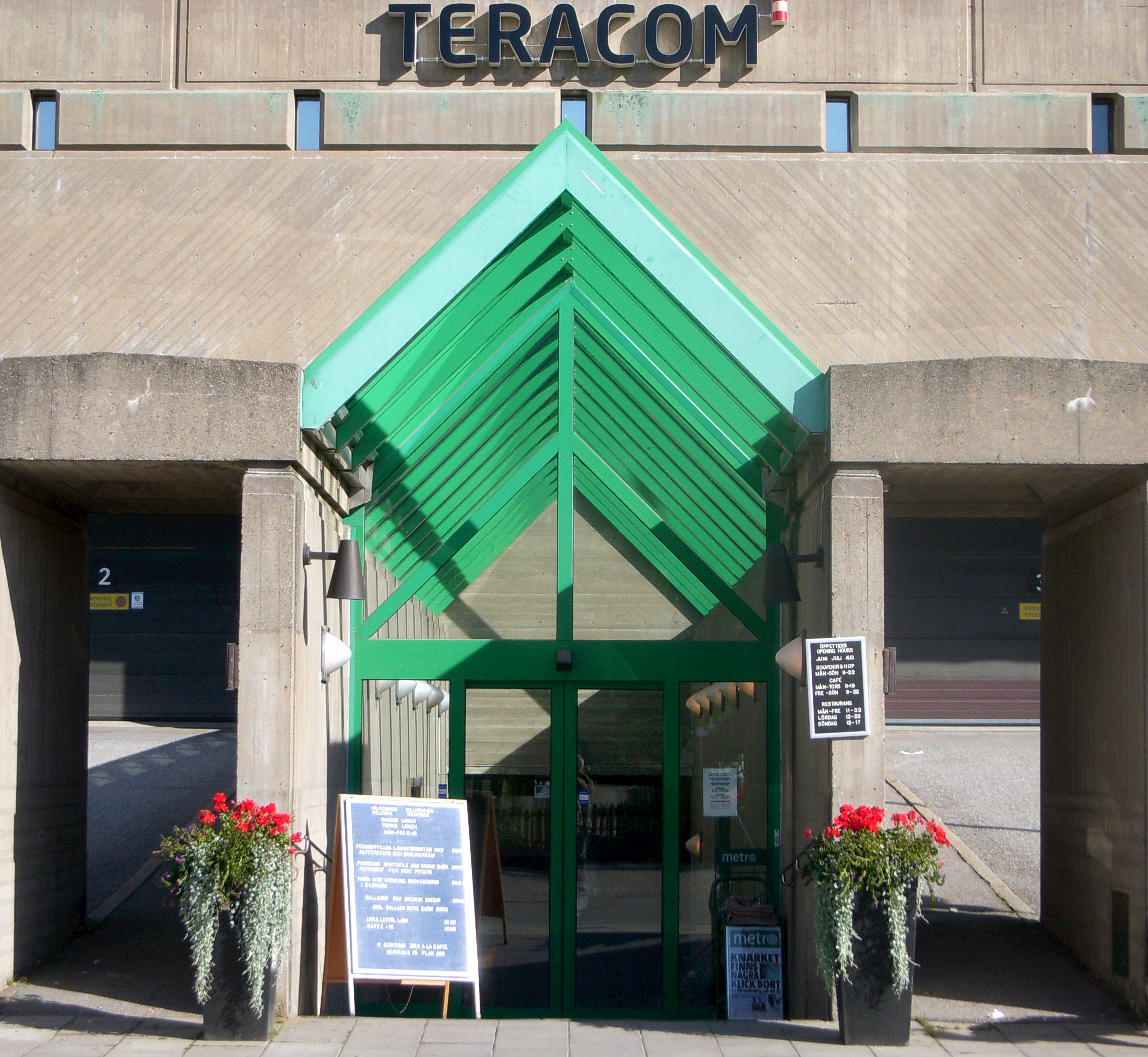
Entrén
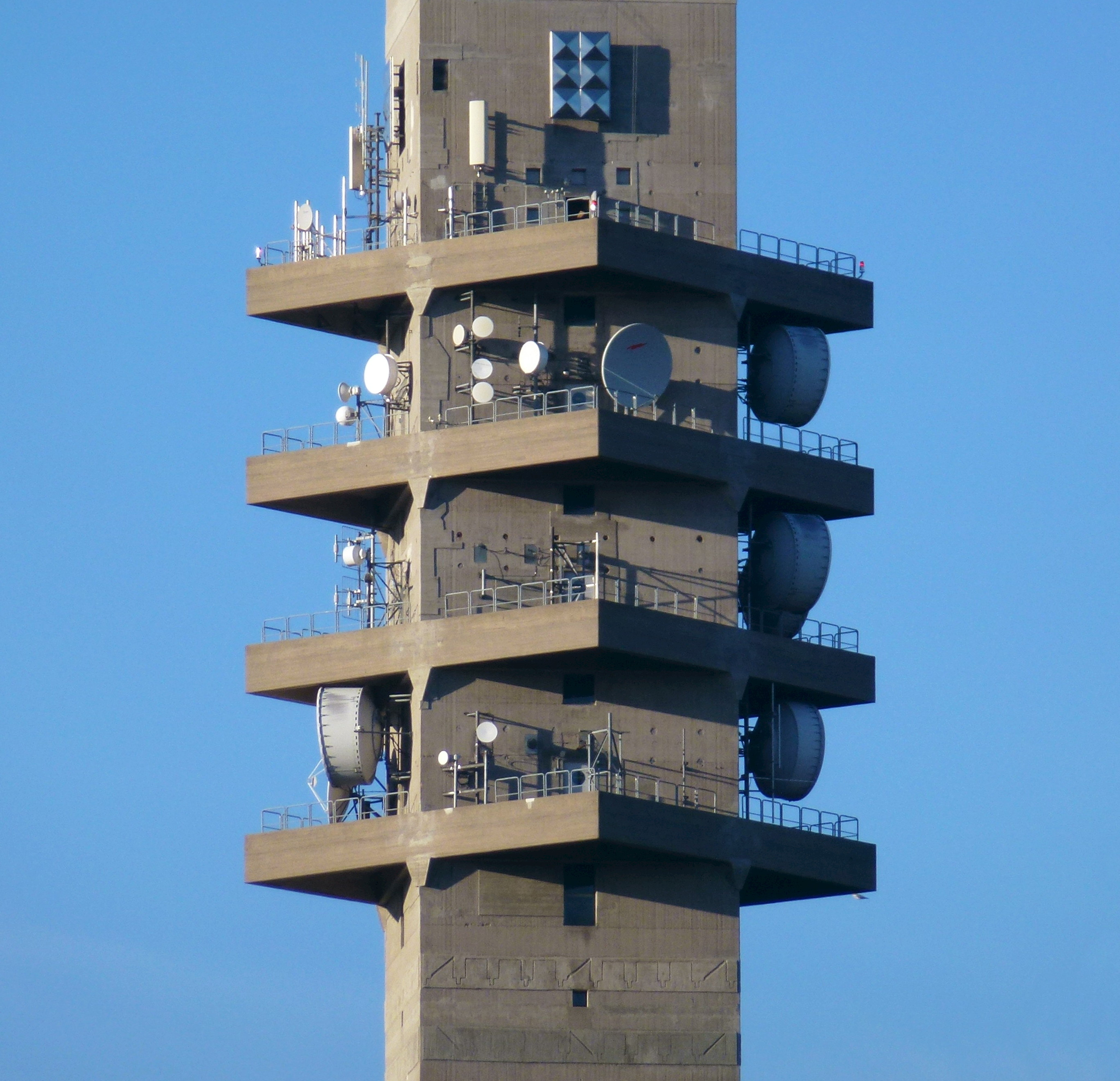
Antennplattformar
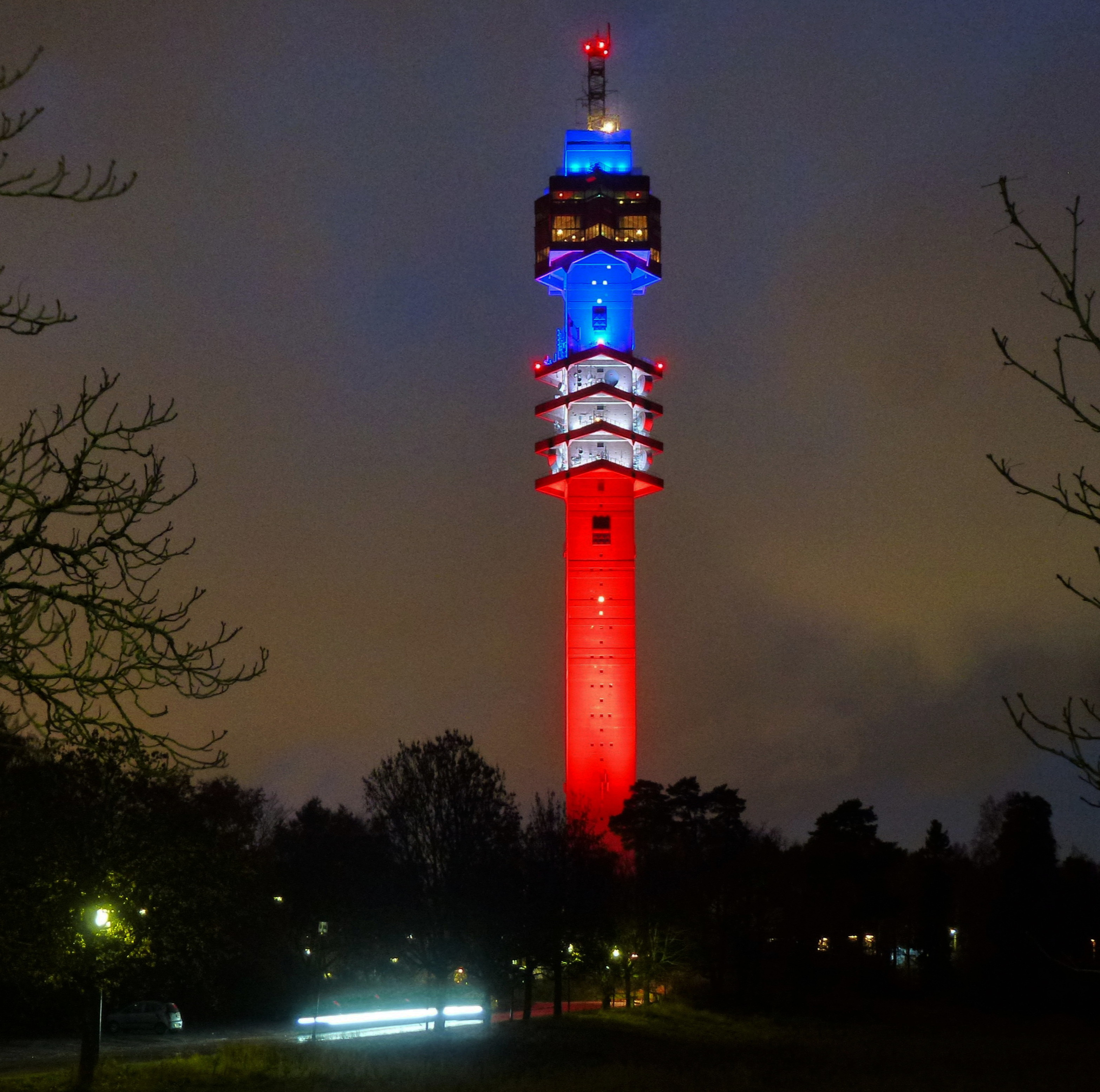
Tornet är belyst i Frankrikes färger med anledning av Terrordåden i Paris i november 2015
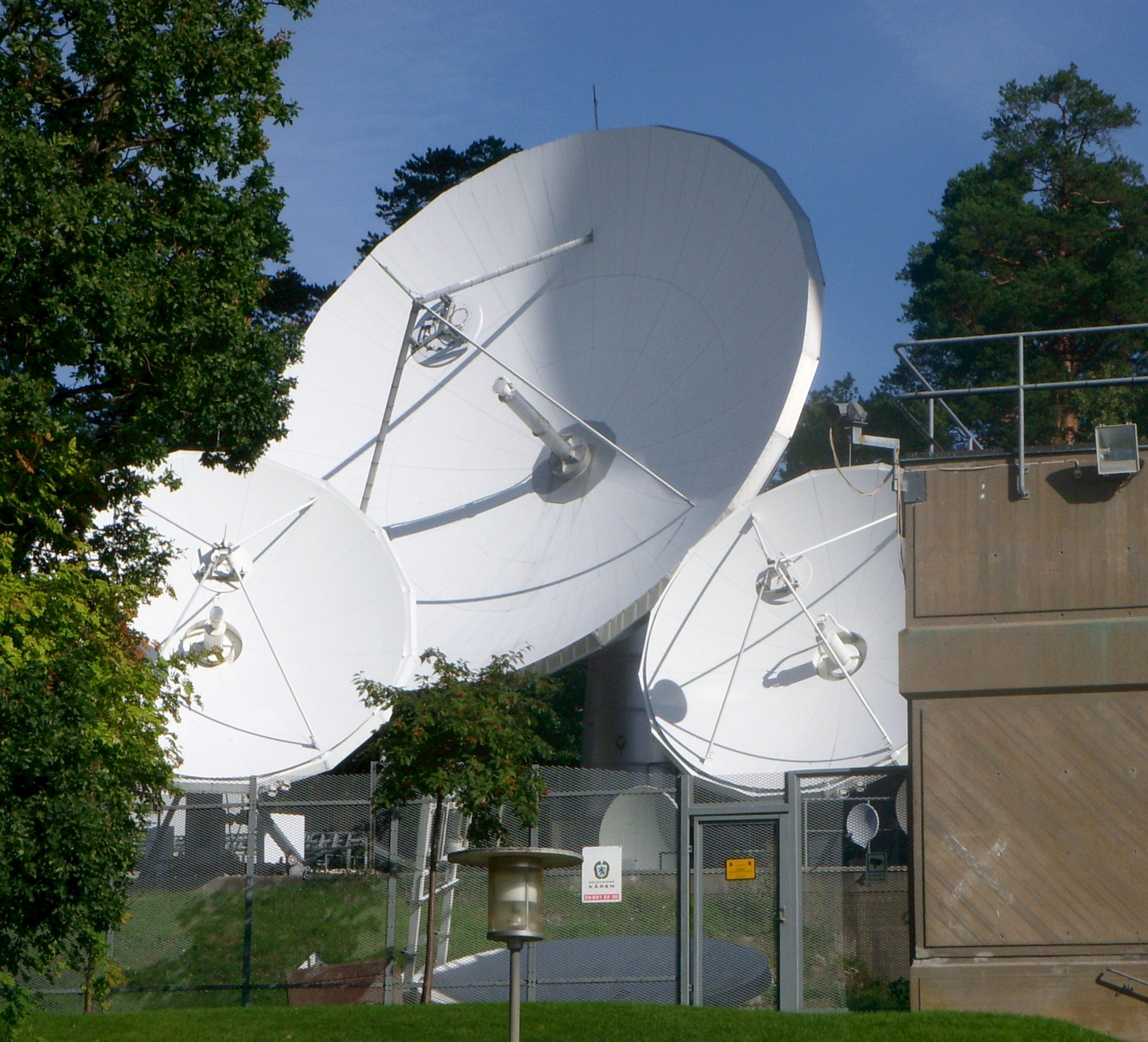
Up-/downlinkparaboler

## Offentlig verksamhet; tornet stängdes för allmänheten 2018
Mot en avgift kunde allmänheten åka upp till 30:e våningen och se utsikten över Stockholm med närförorter samt mellersta innerskärgården vid klart väder, sikten är kring 60 kilometer. Från våning 30 går trappor upp till våning 31, där en inburad uteplattform med kikare finns. På tornets 28:e våning fanns restaurang. På den 30:e våningen fanns café samt bar.
Kaknästornet var stängt för allmänheten under hösten 2018 och planerades kunna återöppna – något som dock ej skedde. I slutet av december 2018 beslutade Teracom, som äger tornet, att göra stängningen permanent. Även restaurangen och butiken i tornet stängdes permanent. Skälet uppgavs vara potentiella säkerhetshot eftersom tornet är ett skyddsobjekt med viktiga samhällsfunktioner. Tornet blev stängt för allmänheten från och med den 25 september 2018 då brister i brandsäkerheten upptäckts. Dessförinnan var tornet stängt för allmänhetens besök under en period i juni 2018 på grund av slitage på hisslinorna.
Sedan 18 december 2019 råder avbildningsförbud.

### Interiör

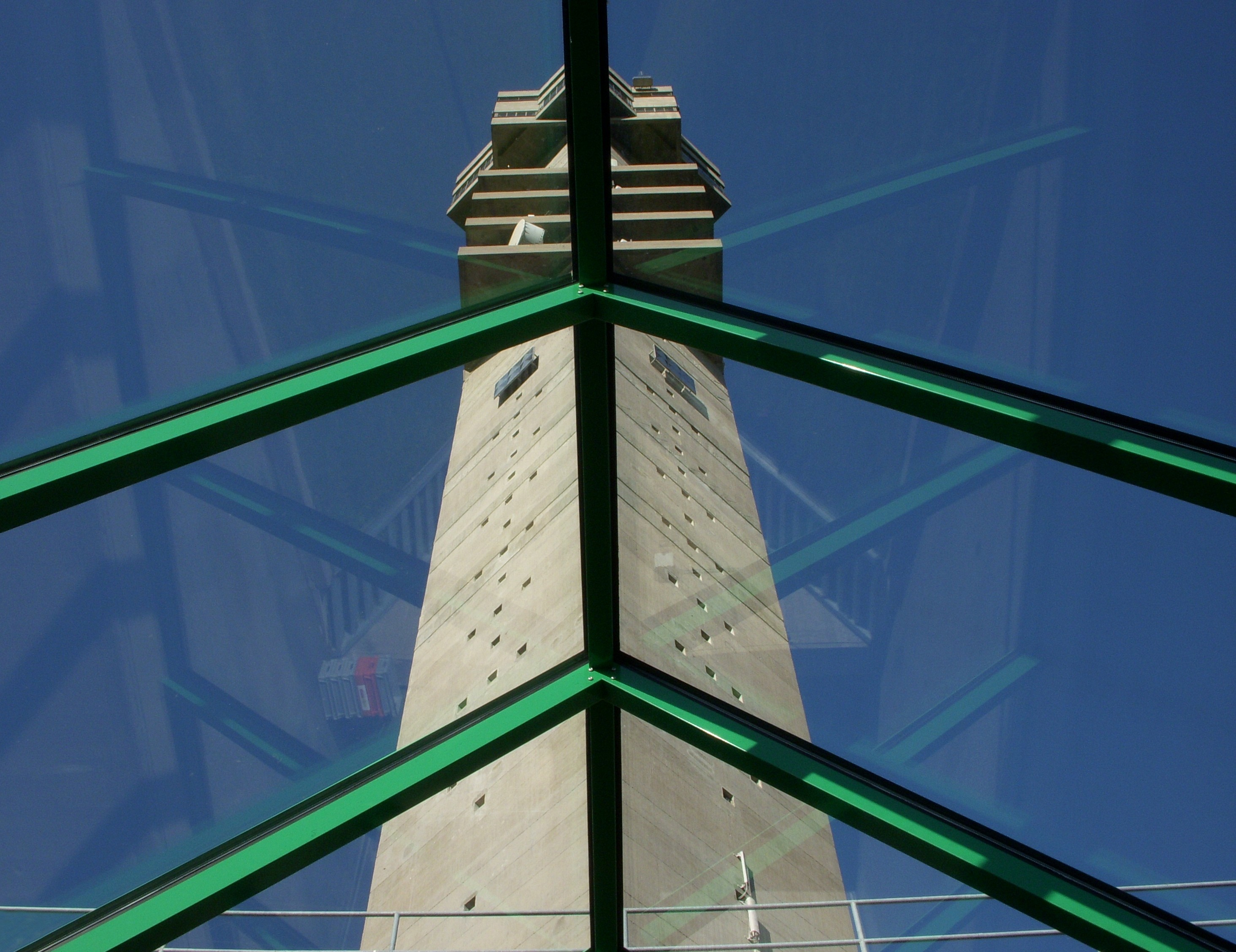
Tornet genom entrétaket
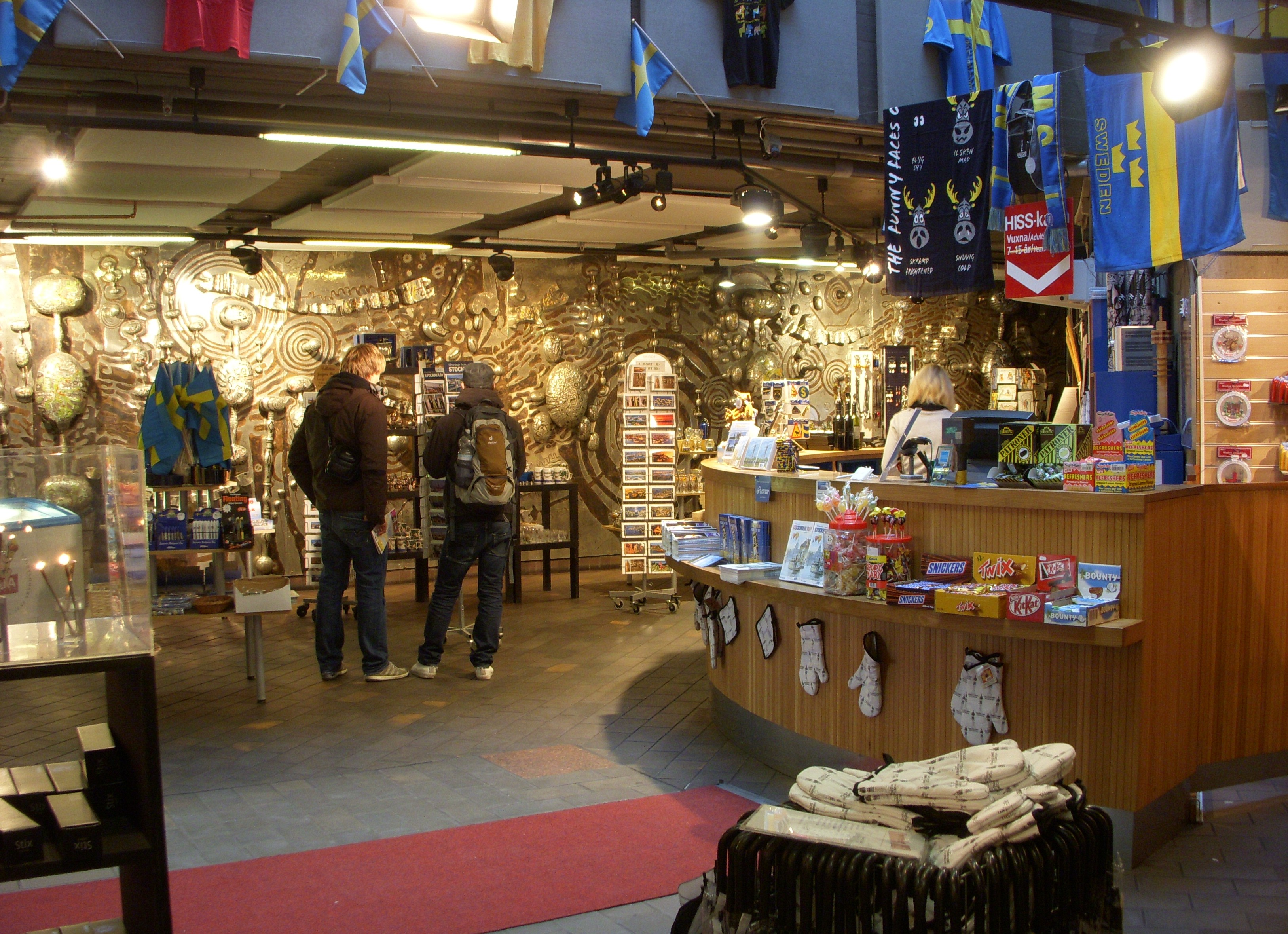
Butiken
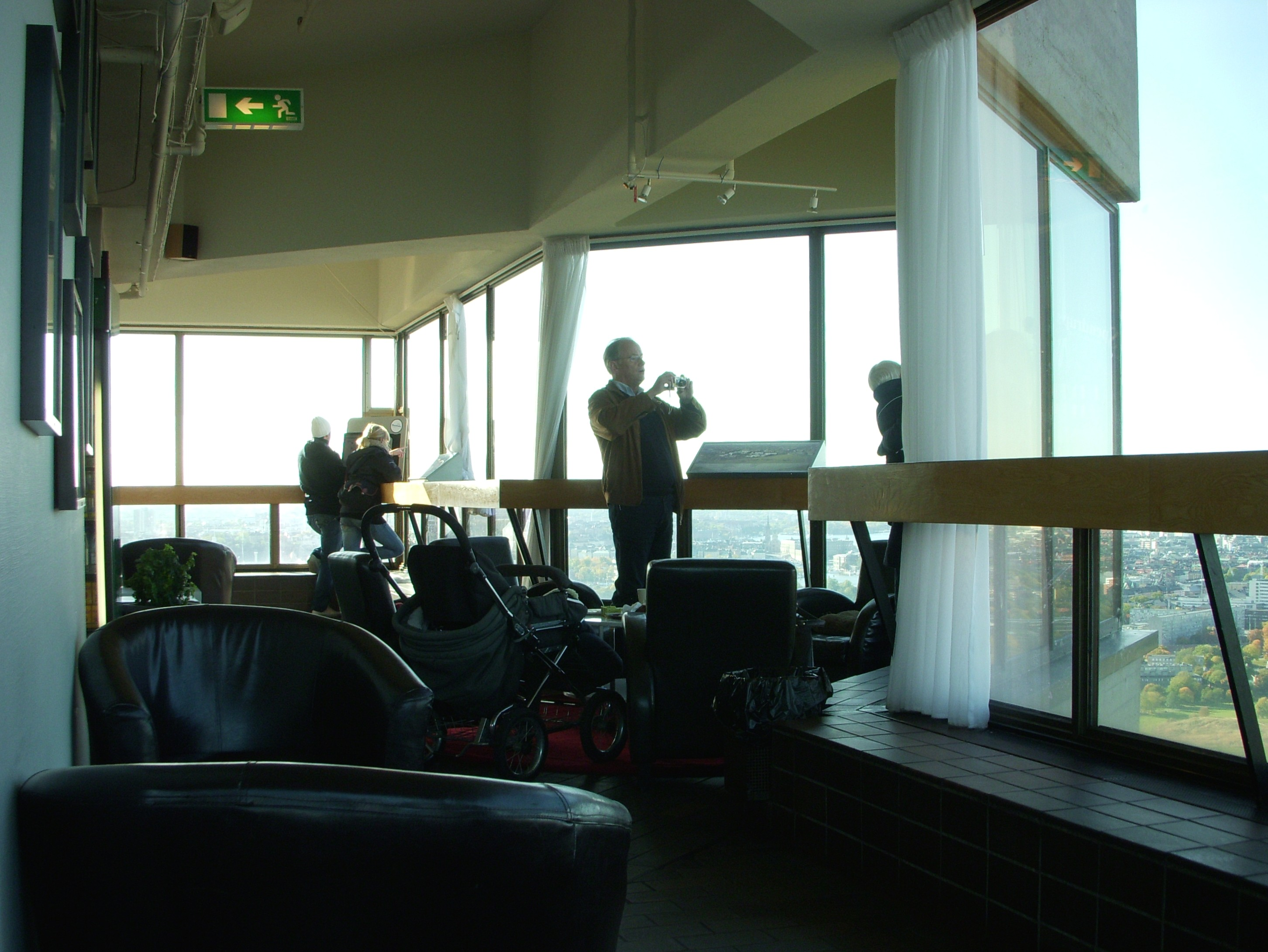
Caféet
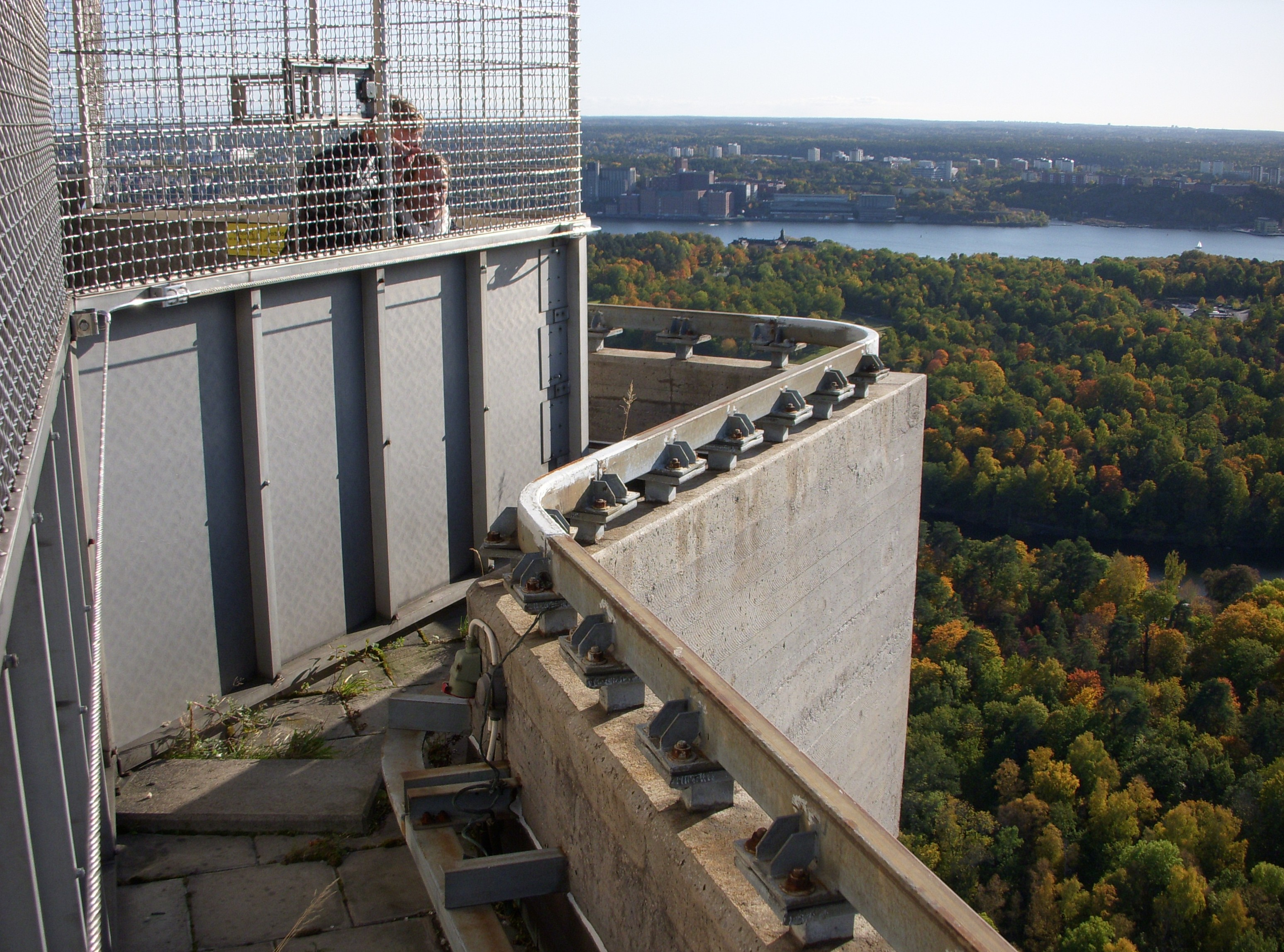
Utsiktsplattformen

Entréns butik och kassa drevs av Stockholms Turisttrafikförbund, sedermera Stockholm Information Service, sedermera Stockholm Visitors Board. I anslutning till entrékassan låg en turistbyrå, som var filial till huvudkontoret i  Sverigehuset. Filialen skötte även den centrala hotellbokningen över telefon under kvällar och helger när de andra filialerna var stängda. Turistbyrån skötte också kiosk och souvenirförsäljning, och var återförsäljare åt Hologrammuseet på Drottninggatan. I början av 2000-talet inleddes dock processen att lägga ner alla turistbyråfilialer i Stockholm, och Kaknästornets entré lades ut på privat entreprenad.

### Utsikt

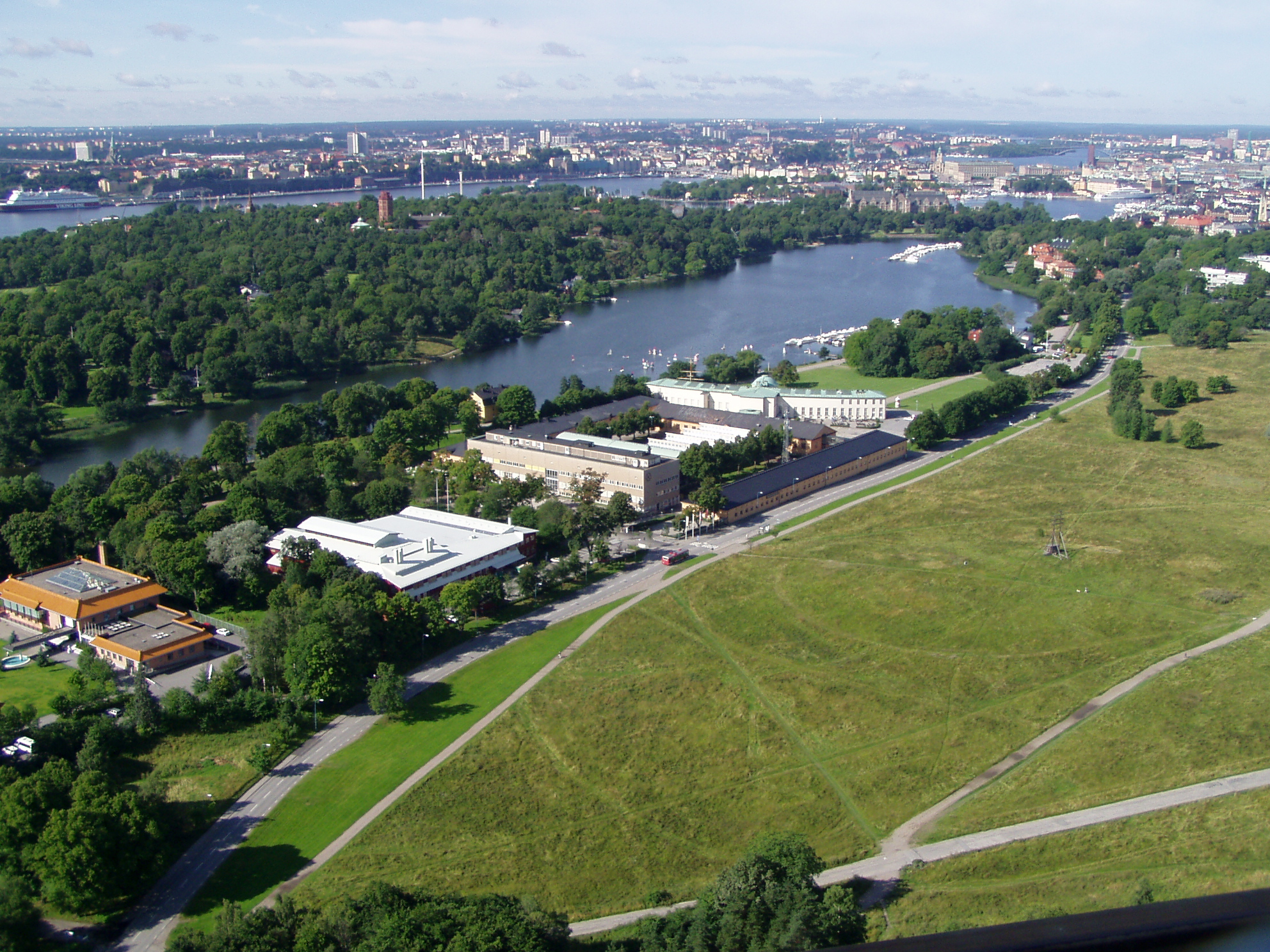
Djurgårdsbrunnsviken
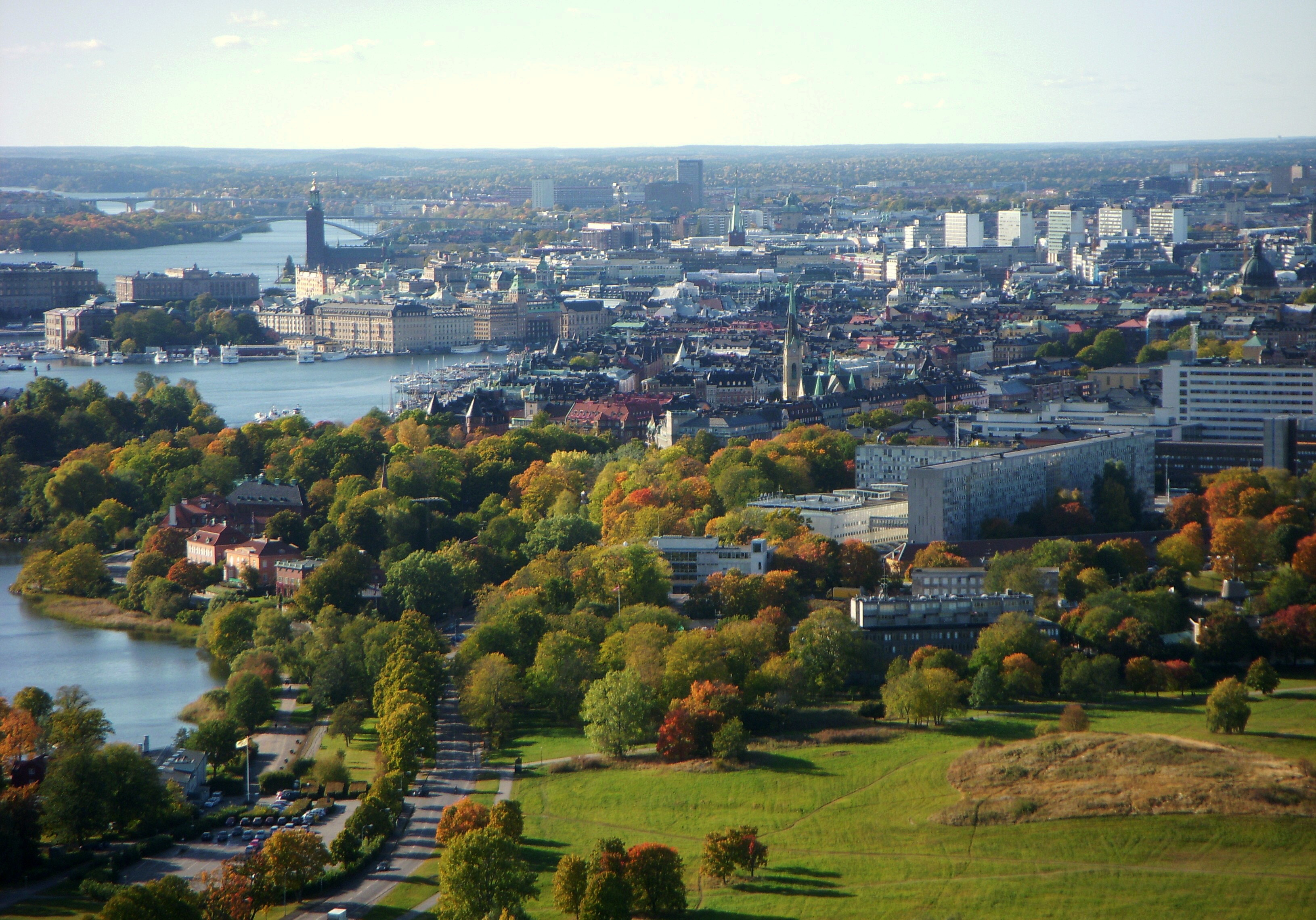
Stockholms innerstad
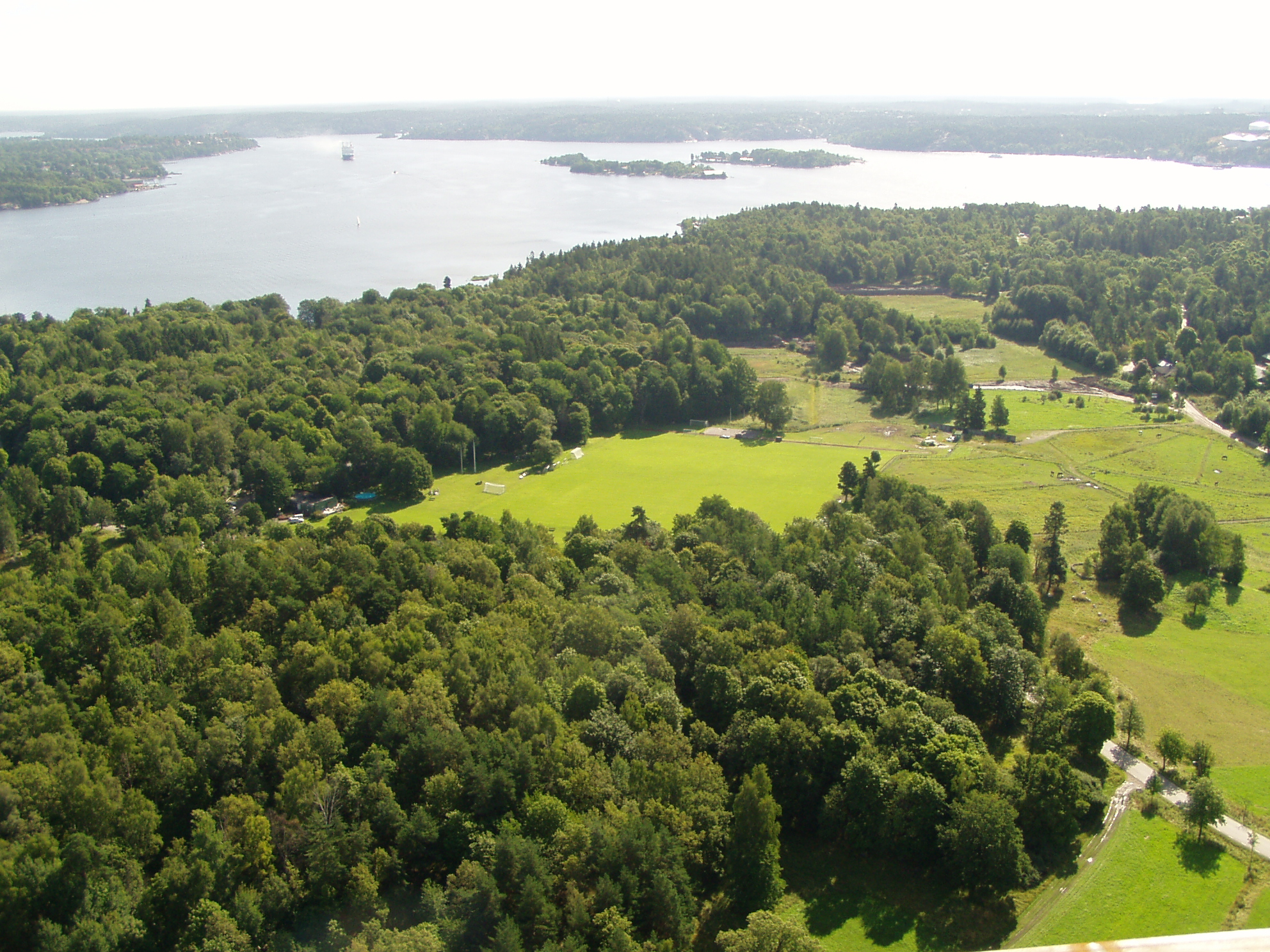
Södra Djurgården
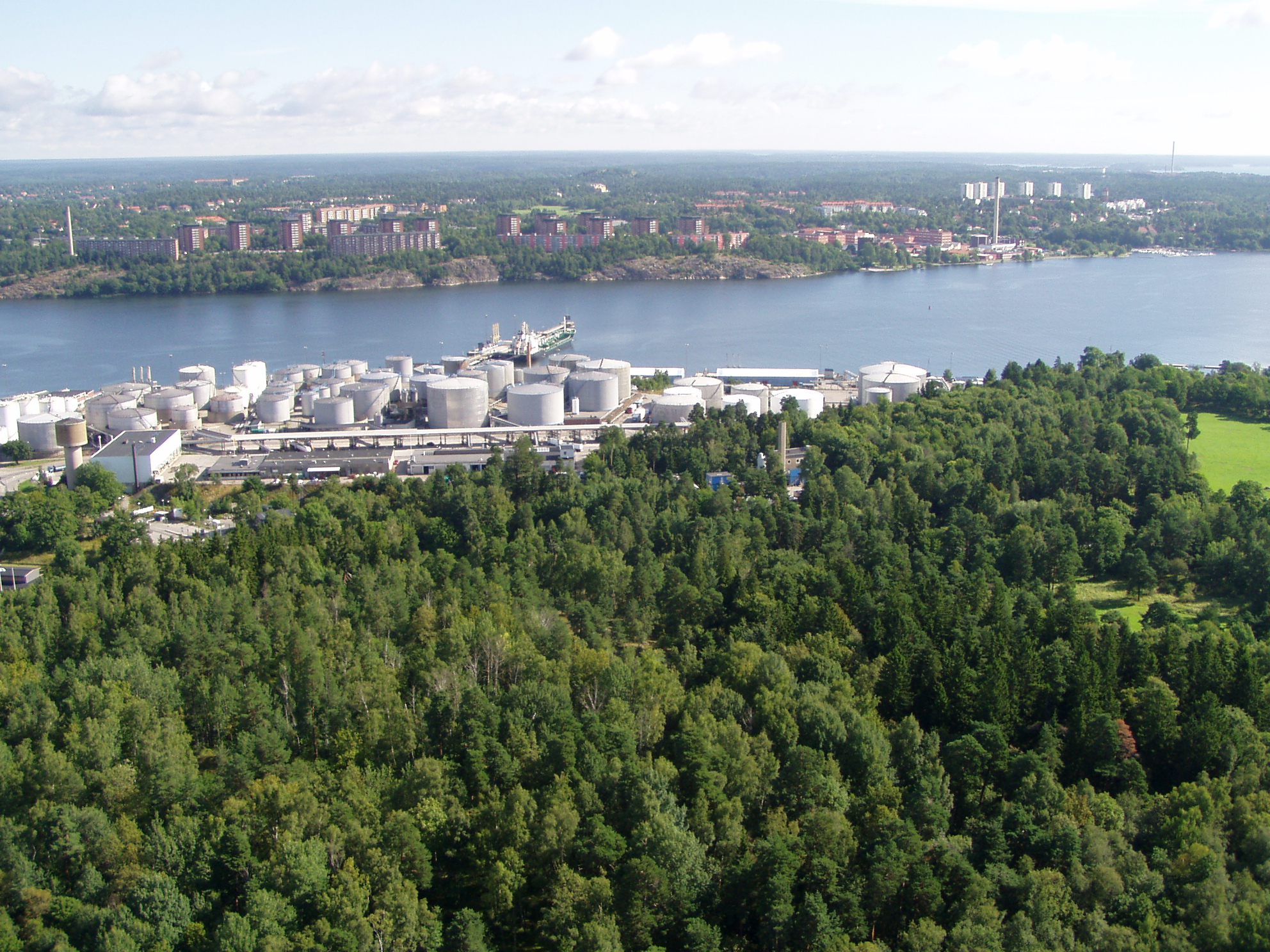
Loudden, Lidingön

## Teleteknik
Kaknästornets teletekniska utrustning har kontinuerligt anpassats till modern kommunikationsöverföring. Under de senaste åren[när?] förefaller de stora parabolantennerna på antennvåningarna ha försvunnit allt mer, men så är inte fallet. I och med att utrustningen miniatyriserats och rörbestyckad utrustning ersatts med transistorutrustning har antennenheternas verkningsgrad ökat, så att själva antennytan kunnat krympas så att de inte längre syns från marken. De stora antennerna vid tornets fot (Skyport Kaknäs) är Teracoms upp- och nedlänkar till och från TV-satelliter och videoöverföringar till andra distributionsbolag (kontribution).
Från Kaknästornet styrs och kontrolleras alla förbindelser och sändare i Teracoms länk- och sändarnät i Sverige. Även det mesta av satellitkommunikationen går via satellitstationen "Skyport Kaknäs". Kaknästornet är inget sändartorn för publika sändningar, utan enbart en centralnod i Teracoms landsomspännande länk- och optofibernät, som används för distribution av rundradio och TV-sändningar till landets alla sändarstationer. En stor del av länkarnas kapacitet används också för dataöverföring åt kunder. Från Kaknästornet distribueras bland annat program från Sveriges Television, SR, TV4, Utbildningsradion, närradio och reklamfinansierade lokalradiostationer. Allt detta sköts av Teracom Group med ca 70 anställda.

## Kulturhistorisk klassificering
Kaknästornet (fastigheten Ladugårdsgärdet 1:5) är blåmärkt av Stadsmuseet i Stockholm, vilket är det starkaste skyddet och innebär "att bebyggelsen bedöms ha synnerligen höga kulturhistoriska värden".

## I populärkulturen
Kaknästornet förekommer i några filmer. Bland annat finns det med i Barna Hedenhös uppfinner julen där det är ombyggt till avskjutningsramp till en raket. Ulf Lundells låt Och går en stund på jorden från albumet Törst inleds med raden "Kom så åker vi upp i Kaknästornet".

## Referenser

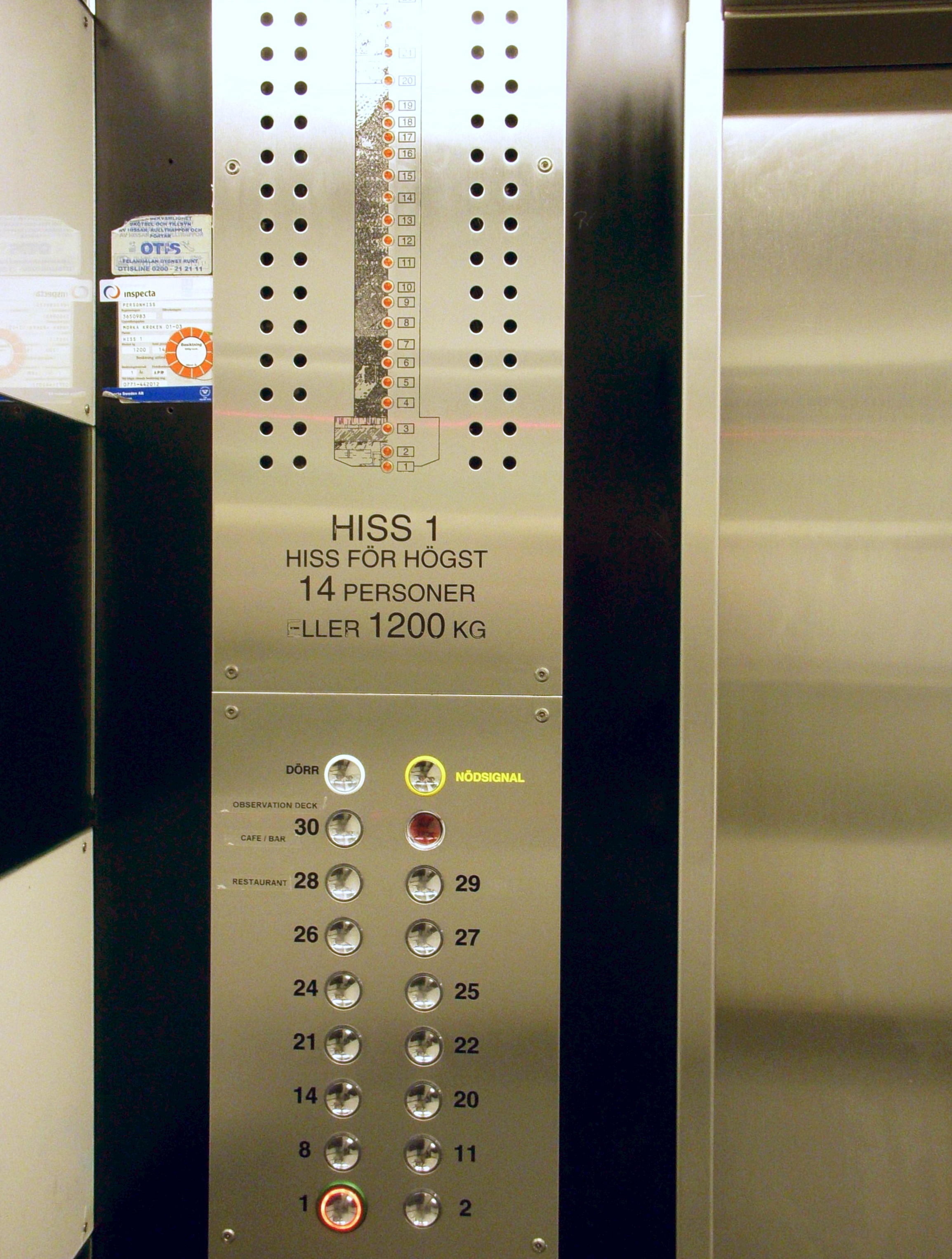
Manöverpanelen i en av tornets tidigare publika hissar.